# باد شولتز
باد شولتز (بالإنجليزية: Bud Schultz)‏ هو لاعب كرة مضرب أمريكي، ولد في 21 أغسطس 1959 في ميريديان في الولايات المتحدة.

## وصلات خارجية
- باد شولتز على موقع رابطة محترفي التنس (الإنجليزية)
- باد شولتز على موقع الاتحاد الدولي لكرة المضرب (الإنجليزية)
- باد شولتز على موقع خلاصة التنس.كوم (الإنجليزية)